# Le festin d'Ésope

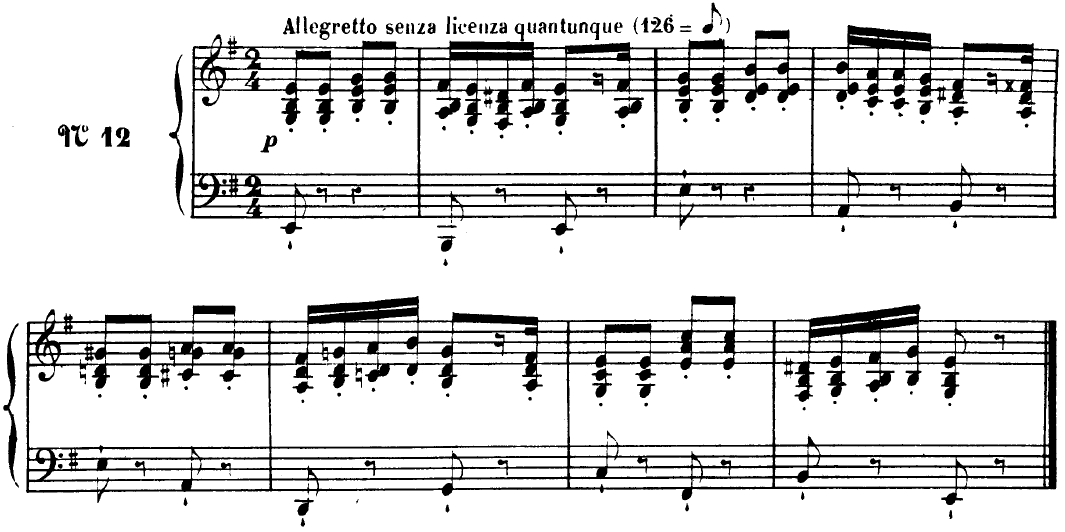
Partitura de El Festín de Esopo.

Le festin d'Ésope (El festín de Esopo), Op. 39 Núm. 12, es un étude de piano compuesto por Charles-Valentin Alkan en 1857. Es el estudio final del conjunto Douze études dans tous les tons mineurs (Doce estudios en todas las tonalidades menores). Es una composición de veinticinco variaciones basadas en un tema original y en la tonalidad mi menor. Las habilidades técnicas requeridas en las variaciones son una suma de aquellas en los estudios precedentes.
El trabajo requiere habilidades virtuosas excepcionales. Una ejecución típica de esta composición dura 10 minutos. 

### Ejecuciones en la Web
- Le Festin d'Ésope en Youtube, tocada por Jack Gibbons
- Le Festin d'Ésope  en Youtube, tocad por Edward Cohen
- Le Festin d'Ésope  en Youtube, jugado por Yeol Eum Hijo

- Datos: Q6508017
- Multimedia: Le Festin d'Ésope / Q6508017